# 陶傑
陶 傑（とう けつ、英語: Chip Tsao、チップ・ツァオ、1958年8月17日 - ）本名は曹捷である。香港、イギリス、中国において16年、中国語の作家ならびに、メディアでの評論家、知識人タレントである。香港政府、中国政府と中国文化の政治と文化を酷評する一方、アメリカ、ヨーロッパ、日本の文化をほめる傾向がある。中華人民共和国香港特別行政区国家安全維持法に伴い英国に移住した。

## 経歴
陶傑の祖籍は広西チワン族自治区の桂林、父と母は香港の親中派である、両親は親中報章を歴任し、父親の曹驥雲は香港《大公報》副編集長、母親の常婷婷は編輯の編集、母の父の常書林は《珠江日報》の記者、である。

## 政治思想
香港における民主派で反共産党の考えの持ち主である。

### 反毛沢東
陶傑は《光明頂》において中華人民共和国を建国した毛沢東は悪魔の星であるいい、大文化革命中に何億人もの中国人が被害にあったことから「毛X東」と文章では記載する。

### 中国民主化
中国の国土は、アメリカ、カナダ、ロシア、オーストラリアなどのように大きく、大きい国では国家の統治は難しくなる。しかも、中国人はアメリカやカナダに移民したがっている。中国は皇帝の文化あり、中国民主化のためには連邦制も難しく中国を小国に解体するしかないと発言した。
また、日本メディアのインタビューでは「共産党が変わるのは無理ですよ、一党独裁ですから。これからも、香港人はどんどん過激になっていく。」と回答した。

### 2019年-2020年香港民主化デモ
親中派議員について「香港の新中派議員は皆、自分の意思を持っておらず、中国の意向どおりに動いているだけなのです。香港政府は中国の利益も国際情勢も配慮しなければなりません。香港行政の核心は中国が握っているということが露呈してしまったのです。」と発言した。

### 対日関係
「第二次世界大戦は日本が全世界に侵略した。アジア諸国に加害した。南京大虐殺した。しかし、北朝鮮との関係を考えれば日本の憲法改正は必要。」「北朝鮮が日本の上空に経過しても自衛隊の強化を議論する婆婆媽媽なんて時間の浪費だ」(注:「婆婆媽媽」とは婦人の間のくだらない喧嘩の意味)
「防衛力は消防システムみたいなものだ、消防を好戦にすり替える左翼の陰謀が70年代から」、「3ヶ国が同盟関係が脆い原因が韓国にある、北朝鮮と戦争したら韓国の同意が必要、しかし軍事的に自立できず米の保護が必要なのに裏で反米、表に反日、北朝鮮と米国の顔色を同時に伺ってる、こんなやつと同盟できん」と発言した。

### 対アメリカ関係
「アメリカの友人がアメリカにもリベラル排斥ブームが拡大してる、みんなジョークをしてるのに、リベラルは必ず他人のセリフから一部の言葉を切り取って〇〇差別やファシズムがー、と揚げ足を取る、そんな連中こそ紅衛兵とそっくりの言葉狩りのファシズムだ」と発言。

### 対フィリピン関係
香港誌「HK magazine」で、南沙（スプラトリー）諸島の領有権について、「召使の国が主人にはむかうことは出来ない」自宅のフィリピン人メイドに対し、「給与を上げてほしければ仲間たちに南沙諸島は中国のものだと言っておけ」と発言。この発言に対し、香港・セントラルで抗議デモが発生した。

## 出演番組

### ラジオ番組
- 講東講西（香港電台）（1995年 - 2003年）
- 光明頂（商業電台（英語版））（2003年 -）
- 在晴朗的一天出發：聲音專欄－「陶言無忌」「評天下」（商業電台（英語版））
- 街頭早點Up 街頭大人物（嘉賓主持；2011年，馬來西亞988電台）

### テレビ番組
- 犀牛俱樂部（2001年，無綫電視）
- 犀牛俱樂部2（2002年，無綫電視）
- 1405鄭和下西洋 (2005年，無綫電視)
- 細說名城 - 英格蘭之旅（2006年，無綫電視，於1月15日播映）
- 細說名城 - 波蘭之旅（2006年，無綫電視，於4月19日播映）
- 世紀天道行（2006年，無綫電視）
- 人傑地靈（2007年，無綫電視）
- 全民開講（2007年，無綫電視）
- 想一想香港（嘉賓主持；2007年，香港電台）
- 斑馬在線（2007年，亞洲電視，於10月8日播映）
- My Studio（2007年，亞洲電視，於10月8日播映）
- 茶館論風騷（2007年 - ，陽光衛視）
- 星期日大班（嘉賓主持；2008年，Now寬頻電視）
- 雙對論（2008年，亞洲電視）
- 頭條新聞：《陶析新聞》環節（2011年，香港電台）
- 亞視百人（嘉賓主持；2012年，亞洲電視）
- 港人 自講（嘉賓主持；2012年，陽光衛視）
- 周日不講理（2012年至今，有線電視）

### インターネット放送
- 大陶殺（2011年，Goyeah.com）

## テレビコマーシャル
- 樓上燕窩莊 樓上燕窩莊 (2006年，無綫電視)
- 香港專業教育學院 2009年6月 陶傑+劉雲傑@IVE廣告 (2007年)
- 馬世良堂 保胃丹 (2007年)
- 安信信貸 安信信貸 義不容辭
- 琥珀教育 琥珀教育 (2012年)

## 作品一覧

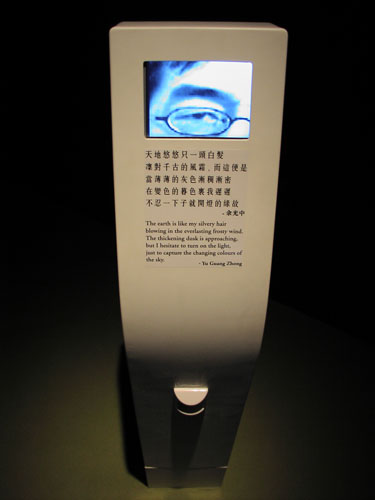
陶傑於2005年參與香港文化博物館專題展覽「融—四頭家」，以裝置藝術的方式分享他對閱讀的看法

### 皇冠出版社出版

#### 陶傑作品
| 出版日期   | 書名                 | 出版社     | 備註               |
| ---------- | -------------------- | ---------- | ------------------ |
| 1997年7月  | 不給一口釘           | 皇冠出版社 | ISBN 9624514836    |
| 1998年10月 | 黃金冒險號           | 皇冠出版社 | ISBN 9624513716    |
| 1999年1月  | 再見蘇絲黃           | 皇冠出版社 | ISBN 9624515271    |
| 1999年2月  | 不給一口釘           | 皇冠出版社 | ISBN 9624514836    |
| 1999年2月  | 馬戲班主走了之後     | 皇冠出版社 | ISBN 9624515530    |
| 1999年7月  | 日暮荒老的地平線上   | 皇冠出版社 | ISBN 9624515972    |
| 1999年9月  | 香港這杯雞尾酒       | 皇冠出版社 | ISBN 9624515735    |
| 1999年12月 | 中國化的魚眼睛       | 皇冠出版社 | ISBN 9624515832    |
| 2000年1月  | 因為它在那裏         | 皇冠出版社 | ISBN 9624516200    |
| 2000年4月  | 權力的地圖           | 皇冠出版社 | ISBN 9624514615    |
| 2001年3月  | 颱風和島的約會       | 皇冠出版社 | ISBN 962451674X    |
| 2001年6月  | 偉大的十字街頭       | 皇冠出版社 | ISBN 9624516596    |
| 2001年7月  | 那一頭是甚麼景色     | 皇冠出版社 | ISBN 9624516995    |
| 2001年10月 | 香港，你要活下去！   | 皇冠出版社 | ISBN 9624517029    |
| 2001年10月 | 香港，你要爭口氣！   | 皇冠出版社 | ISBN 9624517193    |
| 2002年7月  | 天涯遠望的焦點       | 皇冠出版社 | ISBN 9624517223    |
| 2002年7月  | 思考在命運之上       | 皇冠出版社 | ISBN 9624517363    |
| 2003年7月  | 有光的地方           | 皇冠出版社 | ISBN 9624517606    |
| 2004年1月  | 魚的哲學             | 皇冠出版社 | ISBN 9624517762    |
| 2004年7月  | 無眠在世紀末         | 皇冠出版社 | ISBN 9624518319    |
| 2004年7月  | 她是他的一場宿命     | 皇冠出版社 | ISBN 962451819X    |
| 2005年2月  | 霓虹花憶             | 皇冠出版社 | ISBN 9624518831    |
| 2005年5月  | 那一夜星斗           | 皇冠出版社 | ISBN 9624518459    |
| 2005年7月  | 國度的零時           | 皇冠出版社 | ISBN 9624519188    |
| 2005年10月 | 青木瓜之戀           | 皇冠出版社 | ISBN 9624519374    |
| 2006年4月  | 天神的微笑           | 皇冠出版社 | ISBN 9624519536    |
| 2006年7月  | 黑嶺魔宮             | 皇冠出版社 | ISBN 9624519749    |
| 2006年12月 | 歷史和地理間的沉思   | 皇冠出版社 | ISBN 9789882160101 |
| 2007年5月  | 快樂鄉的一天         | 皇冠出版社 | ISBN 9789882160330 |
| 2007年7月  | 莎士比亞的安魂曲     | 皇冠出版社 | ISBN 9789882160378 |
| 2007年10月 | 海豚男的終極夜空     | 皇冠出版社 | ISBN 9789882160590 |
| 2007年12月 | 芳菲花田             | 皇冠出版社 | ISBN 9789882160705 |
| 2008年7月  | 天國的凱歌           | 皇冠出版社 | ISBN 9789882160934 |
| 2008年12月 | 乳房裏的異世         | 皇冠出版社 | ISBN 9789882161214 |
| 2009年7月  | 流金千蕊             | 皇冠出版社 | ISBN 9789882161535 |
| 2010年2月  | 這個荒謬的快樂年代   | 皇冠出版社 | ISBN 9789882161740 |
| 2010年7月  | 小奴才的修煉之道     | 皇冠出版社 | ISBN 9789882161962 |
| 2010年12月 | 集體低智的精英?      | 皇冠出版社 | ISBN 9789882162136 |
| 2011年7月  | 裸露的潛規則         | 皇冠出版社 | ISBN 9789882162358 |
| 2011年12月 | 丟雞蛋的和諧美       | 皇冠出版社 | ISBN 9789882162501 |
| 2012年7月  | 剩女時代的通識智慧   | 皇冠出版社 | ISBN 9789882162631 |
| 2012年12月 | 砧板上的洗腦宣言     | 皇冠出版社 | ISBN 9789882162839 |
| 2013年7月  | 水濃於血的早洩民主   | 皇冠出版社 | ISBN 9789882163157 |
| 2013年9月  | 低智保育BB班         | 皇冠出版社 | ISBN 9789882163188 |
| 2013年12月 | 罵人的藝術           | 皇冠出版社 | ISBN 9789882163256 |
| 2014年4月  | 英國人有沒有害香港？ | 皇冠出版社 | ISBN 9789882163317 |
| 2015年6月  | 謊言的大時代         | 皇冠出版社 | ISBN 9789882163768 |

#### 陶傑精選作品
| 出版日期   | 書名               | 出版社     | 備註               |
| ---------- | ------------------ | ---------- | ------------------ |
| 2003年1月  | 泰晤士河畔         | 皇冠出版社 | ISBN 9624517584    |
| 2003年7月  | 風流花相           | 皇冠出版社 | ISBN 9624517592    |
| 2003年11月 | 圖騰下的銀河       | 皇冠出版社 | ISBN 9624518009    |
| 2004年5月  | 自戀紅燭           | 皇冠出版社 | ISBN 962451805X    |
| 2004年11月 | 迷宮三千祭         | 皇冠出版社 | ISBN 9624518726    |
| 2009年4月  | 暗夜寇丹           | 皇冠出版社 | ISBN 9789882161382 |
| 2011年10月 | 泰晤士河畔(珍藏版) | 皇冠出版社 | ISBN 9789882162433 |
| 2012年7月  | 洗手間裏的主權     | 鳳凰出版社 | ISBN 9787550614369 |
| 2012年7月  | 殺鵪鶉的少女       | 鳳凰出版社 | ISBN 9787550614352 |
| 2013年7月  | 與陶傑同床         | 皇冠出版社 | ISBN 9789882162655 |

#### 陶傑文化精讀
| 出版日期   | 書名                        | 出版社     | 備註               |
| ---------- | --------------------------- | ---------- | ------------------ |
| 2012年3月  | 上等英文詞典(陶傑文化精讀1) | 皇冠出版社 | ISBN 9789882162471 |
| 2012年4月  | 高等中文大典                | 皇冠出版社 | ISBN 9789882162556 |
| 2012年5月  | 頭等英文金句錄              | 皇冠出版社 | ISBN 9789882162594 |
| 2012年12月 | 絕頂女人德育調教課          | 皇冠出版社 | ISBN 9789882162754 |

### CUP出版作品
| 出版日期   | 書名                         | 出版社 | 備註               |
| ---------- | ---------------------------- | ------ | ------------------ |
| 2004年12月 | 大偶像                       | CUP    | ISBN 9889800268    |
| 2005年7月  | 峰青夕陽紅：陶傑星期天評論集 | CUP    | ISBN 9889860945    |
| 2006年7月  | MK愚樂圈                     | CUP    | ISBN 9889877325    |
| 2008年10月 | 恭敬有罪──陶傑短評           | CUP    | ISBN 9789881783516 |
| 2008年11月 | 搔背有趣──陶傑短評           | CUP    | ISBN 9789881783523 |
| 2010年7月  | 政正係理 - 陶傑英文小品選    | CUP    | ISBN 9789881934239 |
| 2011年     | 政正係理2 - 陶傑英文小品選   | CUP    | ISBN 9789881934239 |

### 明報出版社出版作品
| 出版日期  | 書名               | 出版社     | 備註            |
| --------- | ------------------ | ---------- | --------------- |
| 2001年6月 | 流芳頌             | 明報出版社 | ISBN 962973544X |
| 2002年8月 | 滿香園的一朵朵笑靨 | 明報出版社 | ISBN 9624517193 |

### 大山文化出版シリーズ
| 出版日期  | 書名             | 出版社         | 備註               |
| --------- | ---------------- | -------------- | ------------------ |
| 2012年1月 | 歷史的荳蔻情人   | 大山文化出版社 | ISBN 9789881958198 |
| 2012年1月 | 大作家的情色執照 | 大山文化出版社 | ISBN 9789881609618 |

### 人々の伝記作品
| 出版日期  | 書名 | 出版社               | 備註               |
| --------- | ---- | -------------------- | ------------------ |
| 2012年5月 | 爭氣 | 經要文化出版有限公司 | ISBN 9789881975386 |

### 訪問シリーズ
| 出版日期  | 書名                       | 出版社 | 備註            |
| --------- | -------------------------- | ------ | --------------- |
| 1999年7月 | 名人學語文──訪問系列       | 語常會 | ISBN 962856031X |
| 2001年6月 | 名人學語文──訪問系列第二輯 | 語常會 | ISBN 9628560328 |

### 共著作品
| 出版日期   | 書名                   | 合著者           | 出版社 | 備註            |
| ---------- | ---------------------- | ---------------- | ------ | --------------- |
| 2003年12月 | 男女關係               | 黎達達榮         | CUP    | ISBN 9628699342 |
| 2004年4月  | 男女關係2              | 黎達達榮         | CUP    | ISBN 9628699334 |
| 2004年7月  | 男女關係3              | 川頁、寺健       | CUP    | ISBN 988977545X |
| 2005年12月 | 百日維新               | 劉細良、梁文道等 | CUP    | ISBN 9889877236 |
| 2007年7月  | 九龍皇帝               | 鍾燕齊           | CUP    | ISBN 9889950464 |
| 2008年6月  | 斑馬在線︰通識電視課室 | 劉天賜           | CUP    | ISBN 9881700914 |

### その他（翻訳と解説）
| 出版日期   | 書名                 | 原文作者 | 出版社         | 備註                     |
| ---------- | -------------------- | -------- | -------------- | ------------------------ |
| 2004年6月  | 石點頭──鍾逸傑回憶錄 | 鍾逸傑   | 香港大學出版社 | 譯作／ISBN 9622096646    |
| 2007年7月  | 不中不英             | 褚簡寧   | CUP            | 評註／ISBN 9889950499    |
| 2007年12月 | 不中不英2            | 褚簡寧   | CUP            | 評註／ISBN 9881700787    |
| 2009年7月  | 不中不英3            | 褚簡寧   | CUP            | 評註／ISBN 9881834945    |
| 2010年7月  | 不中不英4            | 褚簡寧   | CUP            | 評註／ISBN 9789881853776 |